# フェラーリ・365GT4BB
365GT4BB（Ferrari 365GT4/BB ）は、イタリアの自動車メーカーフェラーリが1973年から1976年にかけて製造販売したスーパーカーである。

## 概要
フロントエンジン車である365GTB/4（デイトナ）の後継として、1969年3月に開発がスタートした。チーフエンジニアはアンジェロ・ベレイ、パワートレーンの設計はジュリアーノ・ディ・アンジェリス。軽量化、空力的ボディーの設計、将来的なミッドシップ車輛量産ノウハウの蓄積を目的に開発が進められた。BBとはベルリネッタ・ボクサー（Berlinetta Boxer ）の略で、「2ドアクーペ」「水平対向エンジン」を意味する。ただし、実際には水平対向ではなく、180度のV型エンジンを搭載する。
1972年1月、25台限定での生産計画が決定されたが、その後直ちに50台への増産が決定した。1973年10月の生産開始時にはすでに注文が250台を越えており、1974年用として150台の増産が決定した。さらに1975年と1976年にはあわせて131台が追加生産された。
軽量化により軽快な運動性能を得たが、リアオーバーハングの重量が大きいことや、エンジン搭載位置の関係（後述）で重心が高いことからハンドリングは良くない。また385 PS、最高速度302 km/hを公称したが実態はそれに遠く及ばず、福野礼一郎によるテストでは、最高速度は実測で280 km/hに過ぎず、動力性能から逆算された最高出力も290 - 300 PS程度とみられる。この公称値はランボルギーニ・カウンタックの公称375PS、最高速度300 km/hに対抗した値とされる。
自動車排出ガス規制対策として排気量を600 cc拡大した512BBへとマイナーチェンジされる形で1976年7月に生産を終了した。総生産台数は387台。
日本におけるスーパーカーブームのころには生産は終了していたが、当時は新車・中古車が多く日本に並行輸入されていた時代であったことから、販売店やスーパーカーショーには365GT4BBが展示されていることが多く、当時のファンには512BBとあわせて「フェラーリ・ベルリネッタ・ボクサー」（BB）として認識されていた。

### エンジン
デイトナのV12をバンク角180°に広げ、トランスミッションの上に重ねた、イシゴニスレイアウトを採用していた。この基本形はテスタロッサの最終進化型となるF512Mまで使われたが、当モデルでクランクセンターが地上588 mmと非常に高く、レイアウト、パッケージも含めて非常に問題が多いものだった。
またこのモデルよりカムシャフトがタイミングベルト駆動となった。これ以降しばらくの間、フェラーリのエンジンでは特殊な限定モデルを除き、全てタイミングベルト駆動が採用されたが、大排気量、高回転、高出力、大発熱量のエンジンではデメリットばかりが目立ってしまう結果となった。

### ボディ
DEAセンター（現ピニンファリーナ）のコンピュータ計算による支援を受け、フェラーリとしては初めてオールスチールボディーを前提に設計されている。シャーシはそれまでのフェラーリに採用されて来た複雑なラダー構造ではなく、必要限度ぎりぎりまで単純化されている。
インテリア材、エアクリーナーケース、トランクルームはFRP、カウルはアルミニウム合金とコスト上昇をいとわず軽量化され、DINで1,236 kgとなった。実測データでも1,247 kgである。

## 参考書籍
- 福野礼一郎「革命 フェラーリ365GT4BB」『スーパーカークラッシックス』15号（1992年秋号）。
のち『幻のスーパーカー』双葉社、1998年6月に収録。のち双葉文庫、2004年3月。